# Ionización electrónica

Ionización de electrones

La ionización electrónica (EI, del inglés Electron ionization) por sus siglas en inglés, anteriormente conocida como ionización por impacto electrónico e ionización por bombardeo electrónico, es un método de ionización en el que los electrones energéticos interactúan con los átomos o moléculas de fase sólida o gaseosa para producir iones. La EI fue una de las primeras técnicas de ionización desarrolladas para la espectrometría de masas. Sin embargo, este método sigue siendo una técnica de ionización popular. Esta técnica se considera un método de ionización duro (alta fragmentación), ya que utiliza electrones altamente energéticos para producir iones. Esto conduce a una fragmentación extensa, que puede ser útil para la determinación de la estructura de compuestos desconocidos. La EI es el más útil para compuestos orgánicos que tienen un peso molecular inferior a 600. Además, varios otros compuestos térmicamente estables y volátiles en estado sólido, líquido y gas pueden detectarse con el uso de esta técnica cuando se combinan con varios métodos de separación.

## Historia

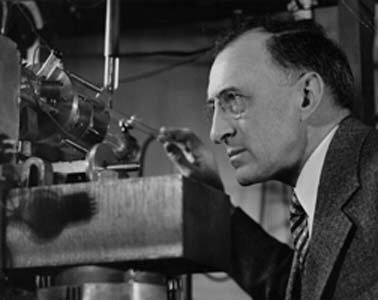
Arthur J. Dempster

La ionización electrónica fue descrita por primera vez en 1918 por el físico canadiense-estadounidense Sir Arthur J. Dempster en el artículo "Un nuevo método de análisis de rayos positivos". Fue el primer espectrómetro de masas moderno y utilizó rayos positivos para determinar la relación de la masa a la carga de varios constituyentes. En este método, la fuente de iones utiliza un haz de electrones dirigido a una superficie sólida. El ánodo se hizo de forma cilíndrica utilizando el metal que se iba a estudiar. Posteriormente, fue calentado por una bobina concéntrica y luego fue bombardeado con electrones. Utilizando este método, se pudieron determinar los dos isótopos de litio y tres isótopos de magnesio, con sus pesos atómicos y proporciones relativas. Desde entonces, esta técnica se ha utilizado con otras modificaciones. Bleakney desarrolló el uso de un haz de electrones monoenergético enfocado para la ionización de átomos y moléculas en fase gaseosa en 1929.

## Principio de funcionamiento

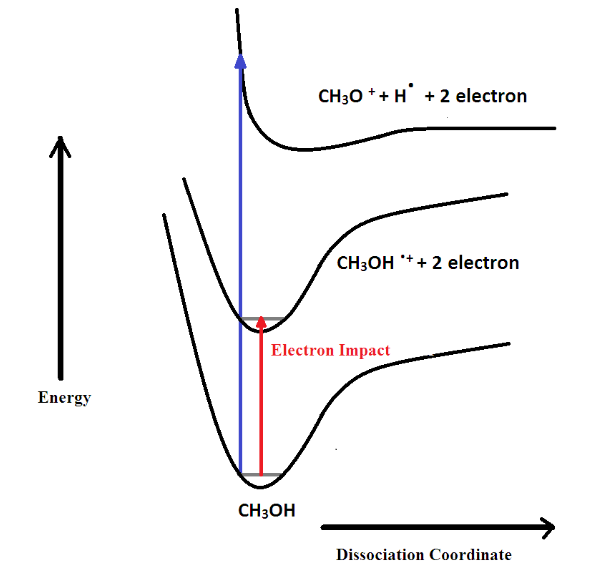
Ionización electrónica del metanol: curvas de potencial de Oppenheimer nacidas

En este proceso, un electrón de la molécula de analito (M) se expulsa durante el proceso de colisión para convertir la molécula en un ion positivo con un número impar de electrones. La siguiente reacción en fase gaseosa describe el proceso de ionización de electrones
{\displaystyle {\ce {M{}+e^{-}->M^{+\bullet }{}+2e^{-}}}}
donde M es la molécula de analito que se está ionizando, e- es el electrón y M+ • es el ion molecular resultante. 
En una fuente de iones EI, los electrones se producen a través de la emisión termiónica al calentar un filamento de alambre que tiene corriente eléctrica que lo atraviesa.  La energía cinética de los electrones de bombardeo debería tener una energía más alta que la energía de ionización de la molécula de muestra.  Los electrones se aceleran a 70 eV en la región entre el filamento y la entrada al bloque de la fuente de iones.  La muestra bajo investigación que contiene las moléculas neutras se introduce en la fuente de iones en una orientación perpendicular al haz de electrones. El paso cercano de electrones altamente energéticos a baja presión (de 10−5 a 10−6 torr) causa grandes fluctuaciones en el campo eléctrico alrededor de las moléculas neutras e induce la ionización y la fragmentación. La fragmentación en la ionización de electrones se puede describir utilizando las curvas de potencial de Born Oppenheimer como se muestra en el diagrama. La flecha roja muestra la energía de impacto de electrones que es suficiente para eliminar un electrón del analito y formar un ion molecular a partir de resultados no disociativos.  Debido a la mayor energía suministrada por los electrones de 70 eV distintos del ion molecular, varias otras reacciones de disociación de enlace pueden verse como resultados disociativos, que se muestran en la flecha azul del diagrama.  Estos iones son conocidos como iones de productos de segunda generación. Los productos de cationes radicales se dirigen luego hacia el analizador de masas mediante un electrodo repelente.  El proceso de ionización a menudo sigue reacciones de escisión predecibles que dan lugar a iones de fragmentos que, después de la detección y el procesamiento de la señal, transmiten información estructural sobre el analito. 

### Eficiencia de la IE
El aumento del proceso de ionización de electrones se realiza aumentando la eficiencia de ionización. Para lograr una mayor eficiencia de ionización, debe haber una corriente de filamento optimizada, una corriente de emisión y una corriente de ionización. La corriente suministrada al filamento para calentarlo a incandescente se denomina corriente de filamento. La corriente de emisión es la corriente medida entre el filamento y la ranura de entrada de electrones. La corriente ionizante es la tasa de llegada de electrones a la trampa. Es una medida directa del número de electrones en la cámara que están disponibles para la ionización. 
La corriente de iones de muestra (I+) es la medida de la tasa de ionización. Esto se puede mejorar mediante la manipulación de la eficiencia de extracción de iones (β), la sección transversal ionizante total (Qi), la longitud efectiva del camino ionizante (L), la concentración de las moléculas de muestra ([N]) y la corriente ionizante (Ie). La ecuación se puede mostrar de la siguiente manera: 
{\displaystyle I^{+}=\beta Q_{i}L[{\ce {N}}]I_{e}}
La eficiencia de extracción de iones (β) se puede optimizar aumentando el voltaje del repelente y la aceleración. Dado que la sección transversal de ionización depende de la naturaleza química de la muestra y de la energía de los electrones ionizantes, se utiliza un valor estándar de 70 eV. A bajas energías (alrededor de 20 eV), las interacciones entre los electrones y las moléculas de analito no transfieren suficiente energía para causar la ionización. A alrededor de 70 eV, la longitud de onda de De Broglie de los electrones coincide con la longitud de los enlaces típicos en las moléculas orgánicas (aproximadamente 0.14 nm) y la transferencia de energía a las moléculas de analito orgánico se maximiza, lo que lleva a la ionización y fragmentación más fuertes posibles. En estas condiciones, aproximadamente 1 de cada 1000 moléculas de analito en la fuente se ionizan.  En energías más altas, la longitud de onda de De Broglie de los electrones se vuelve más pequeña que las longitudes de enlace en los analitos típicos; Las moléculas se vuelven "transparentes" a los electrones y la eficiencia de ionización disminuye. La longitud efectiva de la ruta de ionización (L) se puede aumentar usando un campo magnético débil.  Pero la forma más práctica de aumentar la corriente de muestra es operar la fuente de iones a una corriente de ionización más alta (Ie).

## Instrumentación

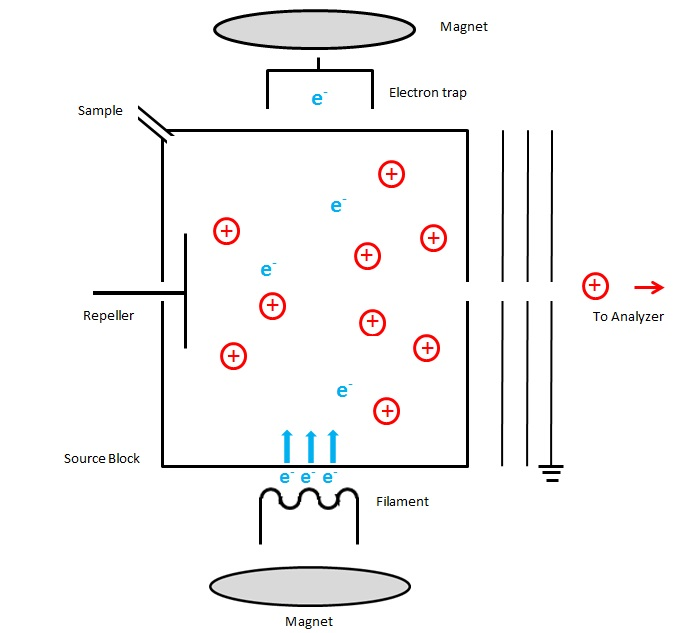
Esquema de la instrumentación de ionización de electrones.

Un diagrama esquemático de la instrumentación que se puede usar para la ionización de electrones se muestra a la derecha.  El bloque de la fuente de iones está hecho de metal. Como fuente de electrones, el cátodo, que puede ser un filamento delgado de alambre de tungsteno o renio, se inserta a través de una hendidura al bloque de origen. Luego se calienta hasta una temperatura incandescente para emitir electrones. Se aplica un potencial de 70 V entre el cátodo y el bloque de origen para acelerarlos a 70 eV de energía cinética para producir iones positivos. El potencial del ánodo (trampa de electrones) es ligeramente positivo y se coloca en el exterior de la cámara de ionización, directamente opuesta al cátodo. Los electrones no utilizados son recogidos por esta trampa de electrones. La muestra se introduce a través del orificio de la muestra.  Para aumentar el proceso de ionización, se aplica un campo magnético débil paralelo a la dirección del viaje de los electrones.  Debido a esto, los electrones viajan en una trayectoria helicoidal estrecha, lo que aumenta la longitud de su trayectoria.  Los iones positivos que se generan son acelerados por el electrodo repelente en la región de aceleración a través de la hendidura en el bloque de origen. Al aplicar un potencial a la fuente de iones y mantener la ranura de salida en el potencial de tierra, los iones ingresan al analizador de masas con una energía cinética fija. Para evitar la condensación de la muestra, el bloque fuente se calienta a aproximadamente 300 °C.

## Aplicaciones
Desde principios del siglo XX, la ionización electrónica ha sido una de las técnicas de ionización más populares debido a la gran cantidad de aplicaciones que tiene. Estas aplicaciones pueden clasificarse en términos generales según el método de inserción de la muestra utilizado. Las muestras de líquidos gaseosos y altamente volátiles usan un colector de vacío, los sólidos y los líquidos menos volátiles usan una sonda de inserción directa, y las mezclas complejas usan cromatografía de gases o cromatografía de líquidos.

### Colector de vacío
En este método, la muestra se inserta primero en un depósito de muestra calentado en el colector de vacío. Luego se escapa a la cámara de ionización a través de un orificio.  Este método es útil con muestras altamente volátiles que pueden no ser compatibles con otros métodos de introducción de muestras.

### Inserción directa EI-MS
En este método, la sonda se fabrica a partir de un largo canal de metal que termina en un pozo para contener un capilar de muestra. La sonda se inserta en el bloque fuente a través de un bloqueo de vacío. La muestra se introduce en el pozo utilizando un capilar de vidrio. A continuación, la sonda se calienta rápidamente a la temperatura deseada para vaporizar la muestra. Usando esta sonda, la muestra se puede colocar muy cerca de la región de ionización.

#### Análisis de materiales arqueológicos
La espectrometría de masas de ionización de electrones de inserción directa (EI-MS de inserción directa) se ha utilizado para la identificación de adhesivos arqueológicos como alquitranes, resinas y ceras que se encuentran durante las excavaciones en sitios arqueológicos. Estas muestras se investigan normalmente mediante cromatografía de gases: MS con extracción, purificación y derivatización de las muestras. Debido al hecho de que estas muestras se depositaron en períodos prehistóricos, a menudo se conservan en pequeñas cantidades. Mediante el uso de muestras arqueológicas EI-MS de inserción directa, se analizaron directamente restos orgánicos antiguos como resinas de pino y pistacia , alquitrán de corteza de abedul, cera de abeja y aceites vegetales, lejos de los períodos de bronce y de la Edad del Hierro. La ventaja de esta técnica es que la cantidad requerida de muestra es menor y la preparación de la muestra se minimiza.
Tanto la MS de inserción directa como la cromatografía de gases se utilizaron y compararon en un estudio de caracterización del material orgánico presente como recubrimientos en ánforas romanas y egipcias como un ejemplo de materiales resinosos arqueológicos.  A partir de este estudio, se revela que, el procedimiento de inserción directa parece ser una herramienta rápida, directa y única que es adecuada para la detección de materiales arqueológicos orgánicos que pueden revelar información sobre los principales constituyentes dentro de la muestra.  Este método proporciona información sobre el grado de oxidación y la clase de materiales presentes.  Como inconveniente de este método, es posible que no se identifiquen componentes menos abundantes de la muestra.

#### Caracterización de agrupaciones de carbono sintético
Otra aplicación de la inserción directa EI-MS es la caracterización de nuevos agrupamientos de carbono sintético aislados en la fase sólida. Estos materiales cristalinos consisten en C60 y C70 en la proporción de 37:1. En una investigación se ha demostrado que la molécula sintética C60 es notablemente estable y que conserva su carácter aromático.

### Cromatografía de gases de espectrometría de masas
La cromatografía de gases (GC) es el método más utilizado en EI-MS para la inserción de muestras. GC se puede incorporar para la separación de mezclas de gases térmicamente estables y volátiles que se encuentran en perfecta correspondencia con las condiciones de ionización de electrones. 

#### Análisis de materiales arqueológicos
La GC-EI-MS se ha utilizado para el estudio y caracterización de material orgánico presente en recubrimientos sobre ánforas romanas y egipcias.  A partir de este análisis, los científicos descubrieron que el material utilizado para impermeabilizar las ánforas era un tipo particular de resina, no originaria del sitio arqueológico pero importada de otra región.  Una desventaja de este método fue el largo tiempo de análisis y el requisito del tratamiento previo con productos químicos húmedos.

#### Análisis ambiental
GC-EI-MS se ha utilizado con éxito para la determinación de residuos de plaguicidas en alimentos frescos mediante un solo análisis de inyección. En este análisis se identificaron 81 residuos de pesticidas de clase múltiple en vegetales. Para este estudio, los pesticidas se extrajeron con diclorometano y se analizaron posteriormente mediante cromatografía de gases: espectrometría de masas en tándem (GC – MS – MS). El método de ionización óptimo se puede identificar como EI o ionización química (CI) para esta única inyección del extracto. Este método es rápido, simple y rentable, ya que el GC puede determinar una gran cantidad de pesticidas con una sola inyección, lo que reduce considerablemente el tiempo total para el análisis.

#### Análisis de fluidos biológicos
El GC-EI-MS se puede incorporar para el análisis de fluidos biológicos para varias aplicaciones. Un ejemplo es la determinación de trece moléculas de insecticida piretroide sintético y sus estereoisómeros en sangre total. Esta investigación utilizó un nuevo método de cromatografía de gases de ionización electrónica rápida y sensible: espectrometría de masas en modo de monitoreo selectivo de iones (SIM) con una sola inyección de la muestra. Todos los residuos de piretroides se separaron utilizando un GC-MS operado en modo de ionización electrónica y cuantificado en modo de monitoreo selectivo de iones. La detección de residuos específicos en la sangre es una tarea difícil debido a su muy baja concentración, ya que tan pronto como ingresan al cuerpo, la mayoría de los químicos pueden excretarse.  Sin embargo, este método detectó los residuos de diferentes piretroides hasta el nivel 0.05-2 ng / ml. La detección de este insecticida en la sangre es muy importante ya que una cantidad muy pequeña en el cuerpo es suficiente para ser perjudicial para la salud humana, especialmente en los niños.  Este método es una técnica muy simple y rápida y, por lo tanto, se puede adoptar sin interferencias de matriz.  El modo de monitoreo selectivo de iones proporciona una sensibilidad de detección de hasta 0.05 ng/ml. Otra aplicación es en estudios de recambio de proteínas utilizando GC-EI-MS.  Esto mide niveles muy bajos de d-fenilalanina que pueden indicar el enriquecimiento del aminoácido incorporado en la proteína tisular durante los estudios de síntesis de proteínas humanas.  Este método es muy eficaz, ya que tanto la d-fenilalanina libre como unida a proteínas se pueden medir usando el mismo espectrómetro de masas y solo se necesita una pequeña cantidad de proteína (aproximadamente 1 mg).

#### Aplicaciones forenses
El GC-EI-MS también se utiliza en la ciencia forense. Un ejemplo es el análisis de cinco anestésicos locales en sangre mediante microextracción en espacio de cabeza en el espacio de cabeza (HS-SPME) y cromatografía de gases, espectrometría de masas, ionización seleccionada por ionización de impacto de electrones (GC – MS – EI-SIM).  La anestesia local se usa ampliamente, pero a veces estos medicamentos pueden causar accidentes médicos. En tales casos, se requiere un método preciso, simple y rápido para el análisis de anestésicos locales. GC-EI-MS se utilizó en un caso con un tiempo de análisis de 65 minutos y un tamaño de muestra de aproximadamente 0,2 g, una cantidad relativamente pequeña. Otra aplicación en la práctica forense es la determinación de medicamentos para la violación en la fecha (DRD) en la orina.  Estas drogas se usan para incapacitar a las víctimas y luego violarlas o robarlas. Los análisis de estos fármacos son difíciles debido a las bajas concentraciones en los fluidos corporales y, a menudo, un largo retraso entre el evento y el examen clínico.  Sin embargo, el uso de GC-EI-MS permite un método simple, sensible y robusto para la identificación, detección y cuantificación de 128 compuestos de DRD en la orina.

### Cromatografía líquida EI-MS
Se pueden incorporar dos enfoques recientes para el acoplamiento de la cromatografía líquida a escala capilar y la espectrometría de masas de ionización de electrones (LC-EI-MS) para el análisis de varias muestras. Se trata de una interfaz LC / MS basada en EI a escala capilar y una interfaz EI directa. En el EI capilar, el nebulizador se ha optimizado para la linealidad y la sensibilidad. La interfaz EI directa es una interfaz miniaturizada para nano y micro HPLC en la que el proceso de interconexión se lleva a cabo en una fuente de iones adecuadamente modificada.  Se puede obtener una sensibilidad , linealidad y reproducibilidad superiores porque la elución de la columna se transfiere completamente a la fuente de iones. El uso de estas dos interfaces puede incorporarse con éxito la ionización para el análisis de moléculas pequeñas y medianas con diversas polaridades.  Las aplicaciones más comunes para estas interfaces en LC-MS son aplicaciones ambientales como las separaciones de gradientes de pesticidas, carbarilo, propanilo y clorprofam que utilizan una fase inversa, y aplicaciones farmacéuticas como la separación de cuatro medicamentos antiinflamatorios, difenildramina, amitriptilina, naproxeno e ibuprofeno.
Otro método para categorizar las aplicaciones de la ionización de electrones se basa en la técnica de separación que se utiliza en la espectroscopia de masas. De acuerdo con esta categoría, la mayoría de las aplicaciones de tiempo se pueden encontrar en tiempo de vuelo (TOF) o espectrometría de masas TOF ortogonal (OA-TOF MS), resonancia de ciclotrón de iones de transformada de Fourier (FT-ICR MS) y espectrometría de masas de trampa de iones cuádruple o iónica. 

### Uso con espectrometría de masas de tiempo de vuelo
El tiempo de ionización electrónica de la espectroscopia de masas (EI-TOF MS) es muy adecuado para estudios analíticos y de física química básica. La EI-TOF MS se utiliza para encontrar potenciales de ionización de moléculas y radicales, así como también energías de disociación de enlace para iones y moléculas neutras. Otro uso de este método es estudiar la química y física de los iones negativos. El tiempo de vida del auto-acoplamiento, la disociación metaestable, las reacciones de transferencia de electrones de Rydberg y el desprendimiento de campo, el método de captura de SF6 para detectar estados temporales de iones negativos, y muchos otros, se han descubierto utilizando esta técnica.  En este método, la región de ionización libre de campo permite una alta precisión en la energía electrónica y también una alta resolución de energía electrónica.  La medición de los campos eléctricos a lo largo del tubo de vuelo de iones determina la auto-separación y la descomposición metaestable, así como el desprendimiento de campo de iones negativos débilmente unidos.
La primera descripción de un TOF MS de aceleración ortogonal de ionización de electrones (EI oa-TOFMS) fue en 1989. Al utilizar la "aceleración ortogonal" con la fuente de iones EI, se incrementó el poder de resolución y la sensibilidad. Una de las ventajas clave de oa-TOFMS con fuentes EI es el despliegue con sistemas de entrada de cromatografía de gases (GC), que permite que la separación cromatográfica de compuestos orgánicos volátiles se realice a alta velocidad.

### Espectrometría de masas por resonancia de ciclotrón de iones de transformada de Fourier
FT-ICR EI - MS puede usarse para el análisis de tres fracciones de destilación de gasóleo al vacío (VGO) en 295-319 °C, 319-456 °C, y 456-543 °C. En este método, EI a 10 eV permite la ionización suave de compuestos aromáticos en el rango de gasóleo al vacío. Las variaciones de composición a nivel molecular se determinaron a partir de la asignación de la composición elemental. Las características especiales de este método son la potencia de resolución ultraalta, el tamaño pequeño de la muestra, la alta reproducibilidad y la precisión de la masa (<0.4 ppm). El producto principal fue hidrocarburos aromáticos en las tres muestras. Además, muchos compuestos que contienen azufre, nitrógeno y oxígeno se observaron directamente cuando la concentración de esta especie heteroatómica aumentó con el punto de ebullición. Mediante el análisis de datos, proporcionó información sobre los tipos de compuestos (anillos más dobles enlaces), sus distribuciones de números de carbono para hidrocarburos y compuestos heteroatómicos en las fracciones de destilación, aumentando el peso molecular promedio (o distribución de números de carbono) y la aromaticidad al aumentar la temperatura de ebullición de las fracciones de petróleo.

### Espectrometría de masas de trampa de iones
Ion trap EI MS puede incorporarse para la identificación y cuantificación de residuos de polietoxilato de nonilfenol (NPEO) y sus productos de degradación, tales como polietoxicarboxilatos de nonilfenol y etoxicarboxilatos de carboxialquilfenol, en las muestras de agua de río y efluente de aguas residuales. A partir de esta investigación, descubrieron que la trampa de iones GC-MS es un enfoque analítico confiable y conveniente con una variedad de métodos de ionización, incluida la EI, para la determinación de compuestos objetivo en muestras ambientales.

## Ventajas y desventajas
Hay varias ventajas y también desventajas al utilizar EI como método de ionización en espectrometría de masas. Estos se enumeran a continuación. 
| Ventajas                                               | Desventajas                                                |
| ------------------------------------------------------ | ---------------------------------------------------------- |
| Sencillo                                               | La molécula debe ser volátil                               |
| Sensible                                               | La molécula debe ser térmicamente estable.                 |
| Ayuda a la fragmentación e identificación de moléculas | Fragmentación extensa: no se pueden interpretar los datos. |
| Existen bibliotecas de huellas de identificación       | El rango de masa útil es bajo (<1000 Da)                   |